# Latouille-Lentillac
Latouille-Lentillac è un comune francese di 257 abitanti situato nel dipartimento del Lot nella regione dell'Occitania.

## Società

### Evoluzione demografica
Abitanti censiti